# امیل ویکتور لانگلت
 امیل ویکتور لانگلت (انگلیسی: Emil Victor Langlet؛ ۲۶ فوریهٔ ۱۸۲۴ – ۱۰ مارس ۱۸۹۸) یک معمار اهل سوئد بود.

## نگارخانه
|  |  |  |